# Галацкая резня
Галацкая резня (рум. Masacrul din Galați) — массовое убийство, произошедшее 30 июня 1940 года в городе Галац, Королевстве Румынии. Большинство жертв были евреи, также были убиты этнические молдаване, русские и украинцы, общее число которых оценивается от 80 до 400 человек. Убийства были совершены солдатами Королевской румынской армии, отступавшими из Бессарабии, переданной СССР после советского ультиматума, под влиянием фашистской и антисемитской пропаганды румынского государства. Это считается первым массовым убийством периода Холокоста в Румынии.

## Контекст
После советского ультиматума от 26 июня 1940 года румынская армия и гражданские лица в течение нескольких часов в спешке отступили из Бессарабии и Северной Буковины, которые вскоре были заняты Красной армией.

## Ход событий
Официального отчёта о ходе резни не существует.
На фоне антисемитских действий, проводимых в фашистской Румынии — таких как политика Октавиана Гоги и правительств под руководством Мирона Кристеа — часть еврейского населения города Галац, как местные жители, так и беженцы из Бессарабии и других регионов «Великой Румынии», решила искать убежище в СССР. Галац, находившийся у границы, стал естественным пунктом перехода в Советскую Бессарабию.
Не только евреи, но и этнические молдаване, русские, украинцы, гагаузы и другие направлялись в город с целью пересечь границу и вернуться на свою родину, теперь оказавшуюся под контролем СССР.
Однако часть отступавших румынских военных, подстрекаемых официальной антисемитской пропагандой, которая обвиняла в поражении «еврейских коммунистов», устроила массовую расправу над теми, кто пытался перейти границу. По различным оценкам, число погибших составляет от 80 до 400 человек.
Среди жертв были не только евреи, но и этнические молдаване, русские и украинцы, стремившиеся вернуться домой в Советскую Бессарабию.